# Hernsheim & Co

Handelsflagge von Hernsheim & Co.

Unternehmensgründer Eduard und Franz Hernsheim, ca. 1882

Hernsheim & Co. war ein deutsches Handelsunternehmen, das im westlichen Stillen Ozean mit Hauptniederlassungen auf Jap (Karolinen), Jaluit (Marshallinseln) und Matupi (Bismarck-Archipel) aktiv war. Es war auf den Kopra-Export nach Europa spezialisiert und versuchte nach dem Verlust seiner Besitzungen in der Südsee (1918) einen Neuanfang im französischen Mandatsgebiet von Kamerun (Zentralafrika). In der Blütezeit des Südsee-Geschäfts (ca. 1882–1885) exportierte Hernsheim & Co. fast 30 % der im westlichen Stillen Ozean produzierten Kopra.

## Unternehmensgeschichte

### In Ozeanien

#### Gründung und Startkapital (1875)
Hernsheim & Co. wurde im November 1875 von den Brüdern Franz und Eduard Hernsheim in Sydney (Australien) gegründet. Das Stammkapital bestand aus den zuvor von Eduard Hernsheim errichteten Südsee-Stationen Malakal (Koror, Palau), Nif und Tomil (Jap, Karolinen), Niata (Hunterhafen, Duke-of-York-Inseln) und Hernsheims Schoner Coeran. An Barvermögen floss eine Einlage Franz Hernsheims über 50.000 Mark ein. Ferner gab der Hamburger Kaufmann Ruben Jonas Robertson, ein Onkel der Brüder, Kredite in nicht mehr ermittelbarer Höhe.

#### Erste Expansion (1876–1882)

Zentralstation in der Marshallgruppe, ca. 1880 (Zeichnung von Franz Hernsheim)

Auf Erkundungsreisen zwischen Januar und August 1876 veranlasste Eduard Hernsheim den Bau einer ersten Zentralstation Makada für den Neubritannienarchipel auf der gleichnamigen Insel Makada in der Duke-of-York-Gruppe. Anschließend gründete er eine zweite Zentralstation Jaluit für die Marshallinseln auf der Insel Jabor des Jaluit-Atolls. Ferner nahm er auf den östlichen Marshallinseln fünf Händler unter Vertrag, die der Jaluit-Station zuarbeiten sollten. Zuletzt gründete Hernsheim noch eine Handelsstation auf Ponape, um von hier aus Geschäftsbeziehungen in die östlichen Karolinen zu eröffnen.
Hernsheims Agent auf Makada, J. T. Blohm, erweiterte die Handelskontakte im Neubritannienarchipel schrittweise bis zur Talilibai und nach Kabaira (Nordstrände der Gazelle-Halbinsel) sowie zum Bezirk Birara (südliche Blanchebucht). Auf der Gazelle-Halbinsel entstanden daraufhin die Stationen Kurakaul, Ragunai, Kabaira, Vlavolo/Nogai und Pulpul/Kabaira (Nordstrände), sowie Rolavio (Hafeninsel Matupi, Blanchebucht), Ruluana, Urakukuni, Ululai, Lagumgum, Tarram und Tawana (Ufer der Blanchebucht / Bezirk Birara).
Wegen einer Malaria-Epidemie im Juni 1879 verlegte Eduard Hernsheim die Zentralstation von Makada nach Matupi. Die auf Matupi schon bestehende Station wurde zur Faktorei ausgebaut und durch eine zweite Faktorei auf der Insel ergänzt.
Im Februar 1880 – zu Beginn einer nächsten Serie von Erkundungsfahrten, welche dieses Mal mit den Kleindampfern Pacific und Alice durchgeführt wurden – erfolgten Stationsgründungen im Dorf Pakail und auf der Hafeninsel Nusa (nördliches Neuirland). Durch den Agenten Friedrich Schulle wurden diese Handelsbeziehungen auf die Ostküste Neuirlands ausgedehnt. Dort entstanden die Stationen Kablaman, Butbut, Navangai, Lamerotte, Lagumbanje, Lauaru und Kapsu.

Station auf Kusaie (Karolinen), ca. 1880

Auf anderen Erkundungsfahrten Eduard Hernsheims kam es nur noch vereinzelt zur Gründung neuer Stationen: Uleai (Uleai-Atoll, März 1878), Kusaie (Karolinen, August 1878), Nauru (September 1878), Carcone (Hermitinseln, Westliche Inseln, Juni 1879) und Oberlark (Laughlan-Inseln, Louisiaden, Anfang (?) 1881).
1877 übernahm Franz Hernsheim die Leitung des Jaluit-Geschäfts und richtete Anfang 1878 eine Schiffsverbindung zur Gilbertgruppe ein, über die ab 1883/1884 Kopra-Zukäufe von den Inseln Apamama, Aranuka und Kuria in das Zentrallager auf Jabor gingen.
Für das Geschäft auf den Karolinen gewann Eduard Hernsheim im März 1878 und März 1880 die US-amerikanischen Kapitäne C. P. Holcomb und D. D. O’Keefe als Generalagenten für Jap und die St. Davidsinsel. Diese Verbindungen wurden jedoch im April 1884 wieder gelöst, weil sie unprofitabel waren.

#### Konsolidierung / Einführung eines „Agenten-Systems“ (1882–1885)
Die Ausdehnung des Tätigkeitsfelds auf einen Großteil des westlichen Stillen Ozeans und die wachsenden Betriebskosten zur Aufrechterhaltung des Verkehrs zwischen den drei Hauptstationen Jap, Jaluit und Matupi zwangen Hernsheim &  Co. ab Oktober 1882 zur Konsolidierung. Statt von Kleindampfern wurde der interinsulare Verkehr nun vermehrt von kostengünstigeren Segelschiffen versehen und der Im- und Export von und nach Europa auf Charterschiffe ausgelagert. Im Neubritannienarchipel wurde die Zahl der Handelsstationen reduziert und das Tauschgeschäft selbständigen Agenten übergeben, die den Verkehr mit den einheimischen Unterhändlern bzw. Lieferanten eigenverantwortlich regelten. Als Vertretung für die nördliche Gazelle-Halbinsel agierte ab Oktober 1885 die Partnerschaft Mouton, Dupré & Co. als Generalagent für Neuirland ab Juli 1884 der vormalige Händler Friedrich Schulle. Generalagent für die Karolinen mit Sitz Jap war seit Dezember 1883 der vom Hamburger Mutterhaus ausgesandte Robert Friedländer. Ein Verdrängungswettbewerb in der Marshallgruppe mit der Deutschen Handels- und Plantagengesellschaft der Südsee-Inseln zu Hamburg (DHPG) zwang Hernsheim & Co. ferner, ihre dortigen Besitzungen mit denen der Konkurrentin zu vereinen.

#### Konzentration auf den Matupi-Zweig und Diversifizierung (1886–1892)

Faktorei von Hernsheim & Co. am Ostrand der Insel Matupi, ca. 1900

Auf die Schutzerklärung des Deutschen Reichs über den Neubritannienarchipel (November/Dezember 1884, danach umbenannt in Bismarck-Archipel) reagierten Hernsheim & Co. mit einer Restrukturierung ihres Besitzes. Die Niederlassungen der Marshallgruppe und der Karolinen wurden mit denen der Deutschen Handels- und Plantagengesellschaft der Südsee-Inseln zu Hamburg (DHPG) zur Jaluit-Gesellschaft fusioniert (Dezember 1887). Demgegenüber wurde der Matupi-Zweig von Eduard Hernsheim in Alleinverantwortung übernommen und in die Hernsheim & Co. Offene Handelsgesellschaft umgewandelt (1888/1889).
Nach Einzellieferungen an SMS Habicht, Carola, Hyäne und Albatros, sowie britischerseits an HMS Espiègle und Dart konnte die Hernsheim & Co. OHG einen vom Hamburger Mutterhaus Robertson & Hernsheim (s. u.) geschlossenen Kohlenlieferungsvertrag mit der Kaiserlichen Marine um einen zweiten mit der Königlich Britischen Marine ergänzen und ersteren bis 1914 wiederholt verlängern. Dies, sowie Lieferverträge mit Kleinunternehmern und öffentlichen Einrichtungen im Schutzgebiet, unter anderem der Wesleyanischen Mission, ermöglichten der Gesellschaft eine Querfinanzierung ihres Koprageschäfts und verschafften ihr einen entscheidenden Wettbewerbsvorteil vor der DHPG und der E.E. Forsayth. Steigende Gewinne ab 1888 führten zur Umwandlung in eine Kommanditgesellschaft (1901) und schließlich eine Aktiengesellschaft mit einem Stammkapital 1,2 Millionen Mark (1909, Sitz Hamburg).

#### Zweite Expansion im Handel und extensive Pflanzungswirtschaft (1893–1914)
Unter dem neuen Geschäftsleiter für den Bismarck-Archipel, Maximilian Thiel, wurden während einer zweiten Expansion bis 1902 auch die Admiralitätsinseln (Stationen Komuli und Manus), die Exchequerinseln, die Salomonen (Stationen Bouka und Choiseul), die St.-Matthias-Inseln und die Portlandinseln (Station Bigilitz) in das Koprageschäft einbezogen. Aus Platzgründen erfolgte im Jahr 1912 eine neuerliche Verlegung der Hauptstation, jetzt von Matupi nach Rabaul.
Einen intensiven Plantagenbau nach dem Schema der DHPG und der E. E. Forsayth lehnte die Hernsheim & Co. AG konsequent ab. Im Grasland bei Rabaul sowie auf ihrem Grundbesitz auf Makada (Duke-of-York-Gruppe), ferner auf Nusa, Nusalik und in Pakail (alle Neuirland) betrieb die Gesellschaft lediglich arbeitsextensive Pflanzungen, bei denen auf eine Einfuhr von Fremdarbeitern, wie sie zur Bewirtschaftung von Plantagen nötig war, verzichtet wurde. Die Erweiterung ihres Palmenbestands im Jahr 1912 konnte die Gesellschaft über eine einmalige Erhöhung ihres Stammkapitals um 600.000 Mark finanzieren.

### Im australischen Mandatsgebiet und in Kamerun

#### Beteiligung an derMelanesia Co. Ltd.(1928–1930)
Nach dem Friedensschluss von Versailles wurden sämtliche Besitzungen der Hernsheim & Co. AG im ehemaligen Schutzgebiet Deutsch-Neuguinea von der australischen Mandatsbehörde konfisziert. Nach Verabschiedung des Kriegsentschädigungsgesetzes (1928) erhielt die Gesellschaft vom Deutschen Reich 13 % ihres anerkannten Schadensersatzanspruches in Höhe von 14 Mio. Reichsmark (RM), zuzüglich eines Wiederaufbauzuschlags von 2 %. Gemeinsam mit der Hamburgischen Südsee-Aktiengesellschaft (HASAG) beteiligte sich die Hernsheim & Co. AG an der Londoner Melanesia Company Ltd., die Teile des Eigentums beider Gesellschaften im früheren deutschen Schutzgebiet aufgekauft hatte. Infolge des schwarzen Freitags (1929) geriet die Melanesia Company Ltd. in Schwierigkeiten; ein gemeinsamer Versuch der HASAG und der Hernsheim & Co. AG, die gehaltenen Anteile abzustoßen, scheiterte. Nach einem Einbruch des Kopramarkts im Geschäftsjahr 1930 mussten die von der Melanesia Company Ltd. geführten Plantagen und Pflanzungen zu einem so geringen Preis veräußert werden, dass nicht einmal die bevorzugten Hauptgläubiger – zu denen weder die HASAG noch die Hernsheim &  Co. AG gehörten – befriedigt werden konnten.

#### Palmölproduktion in Edéa (1928–1939)

Aktie der Hernsheim & Co. AG (1934)

Im Rahmen der sogenannten „Vorentschädigung“ erhielt die Hernsheim &  Co. AG um 1922 einen Anteil in Höhe von 900.000 RM ihres anerkannten Schadensersatzanspruchs von der deutschen Regierung. Der frühere Geschäftsleiter für den Bismarck-Archipel, Maximilian Thiel, jetzt Vorstandsvorsitzender in Hamburg, investierte die Summe zunächst in Niederländisch-Indien. Ab 1928 beteiligte er die Gesellschaft auch an der Palmölproduktion in Edéa (französisches Mandatsgebiet von Kamerun). Wegen nächster Einbrüche im Kopra- und Palmölmarkt musste die Gesellschaft ab 1930 weitere Verluste hinnehmen, sodass ein Ausgleich nur noch über Abschreibungen und die Aufnahme einer Hypothek auf den Besitz in Edéa möglich war. Seit 1932 kursierten die Aktien der Hernsheim & Co. AG nur noch mit einem „Erinnerungswert“ von 1 RM in den Büchern. Nachdem auch in den Folgejahren ausnahmslos Verluste geschrieben worden waren, wurde am 7. Januar 1939 die Liquidation eingeleitet.

## Flotte

### SchonerCoeranundFranziska
Bei einem Zusammentreffen der Brüder Hernsheim in Hongkong im September 1876 wurde der Coeran als erstes Schiff im Unternehmensbesitz von Hernsheim &  Co. verkauft und durch die in Schanghai erbaute, kleinere Franziska ersetzt. Nach der Jungfernfahrt nach Jaluit wurde der neue Segler im Geschäftsjahr 1877 im Neubritannienarchipel stationiert. Danach wurde er zurück nach Jaluit verlegt und versah bis 1884 den interinsularen Verkehr von Hernsheim & Co. in der Marshallgruppe. Parallel besorgte die Franziska die Schiffsverbindung zu den Gilbertinseln und stand dem Zweiggeschäftsleiter Franz Hernsheim für Dienstfahrten im Amt des Kaiserlichen Konsuls für den westlichen Stillen Ozean zur Verfügung.

### DreimastschonerElise
Die im Jahr 1876 in Hamburg erbaute Elise versah die Verbindung zwischen den Südsee-Stationen von Hernsheim & Co. und der Hamburg-Altonaer Getreide- und Warenniederlage (s. u.) als erstem Mutterhaus. Auf einer Rückreise von Jap im Oktober 1878 wurde der Schoner bei einem Zwischenhalt in der Hermitgruppe (Westliche Inseln) von den Insulanern gekapert, die Besatzung ermordet und das Schiff gebrandschatzt.

### KleindampferPacific,AliceundFreya

Verkaufsanzeige für das SS Pacific im Sydney Morning Herald, Juli 1882

Kredite des Hamburger Kaufmann Ruben Jonas Robertson ermöglichten 1876 den Bau des ersten Kleindampfers Pacific. Nach der Jungfernfahrt von Hongkong wurde das Fahrzeug für die Rund- und Erkundungsfahrten Eduard Hernsheims eingesetzt. Im Rahmen der Konsolidierung verkaufte man es im Juli 1882 in Sydney (Australien).
1879 kam es zum Kauf und Umbau des zweiten Kleindampfers Alice in Hongkong. Er wurde hauptsächlich für die Versorgung der Stationen im Neubritannienarchipel eingesetzt und endete im Oktober 1880 auf dem Riff vor Kablaman (Neuirland).
Nach Vorgaben Eduard Hernsheims wurde 1881, wiederum in Hongkong, der dritte Kleindampfer Freya erbaut. Verschuldet durch den Agenten Friedrich Schulle, der auf einer Rückkehr von Cooktown (Australien) das Kommando hatte, lief das Schiff im Oktober 1882 auf das Ospreyriff auf und erlitt Totalschaden.

### DreimastschonerMontiaraundEstelle
Die bereits im Inselgebiet der Marshallgruppe tätige Montiara wurde von den Brüdern Hernsheim im September 1878 erworben und versah seitdem als zweiter Segler neben der Franziska den interinsularen Verkehr des Jaluit-Zweiges, einschließlich der Verbindung zu den Gilbertinseln. Im März 1883 wurde der Schoner gegen die von Eduard Hernsheim in Sydney gekaufte Estelle ausgetauscht und seitdem im interinsularen Verkehr des Neubritannienarchipels eingesetzt. 1886 wurde die Montiara nach Hamburg expediert und dort verkauft.

### YachtenNaiad, SchonerHansundZoe
Diese drei Schiffe waren ab 1881 ausnahmslos für den Matupi-Zweig tätig. Die Naiad wurde 1880 in Hongkong erworben, der Hans im Sommer 1883 in Hamburg. Er wurde 1889 durch die kleinere, in Australien gekaufte Zoe ersetzt.

## Handelsvertretungen auf den Kontinenten
In Hamburg versah von 1876 bis 1882 die Hamburg-Altonaer Getreide- und Warenniederlage mit Ruben Jonas Robertson als Geschäftsinhaber die Abverkäufe von Hernsheim & Co. Danach übernahm das zu diesem Zweck gegründete Mutterhaus Robertson & Hernsheim die Verkäufe und organisierte bis 1888 auch die Charterschiffe zur Belieferung der Südsee-Stationen und zur Abnahme der Inselprodukte. Ab dem Folgejahr wurden beide Aufgaben vorübergehend vom Hamburger Hauptbüro der Jaluit-Gesellschaft erledigt, ab 1901 von der Scharff & Kayser oHG (ebenfalls Hamburg).
In Hongkong wurde Hernsheim & Co. bis April 1878 vom Bremer Handelshaus Pustau &  Co. vertreten, anschließend bis etwa 1882 bei Großaufträgen von Siemssen &  Co. und im Tagesgeschäft von Blackhead & Co. In späteren Jahren wurde Hongkong so gut wie nicht mehr angefahren.
Die Geschäfte in Sydney erledigte bis 1884 die Agentur Rabone, Feez & Co., danach das Handelshaus Justus Scharff im Vorort Randwick.

## Handelsgüter und Handelsvolumen
Nach anfänglichen Versuchen Eduard Hernsheims, sich im Export von Perlschale und Bêche-de-mar nach Hongkong zu etablieren, widmete sich Hernsheim & Co. infolge einer Grundsatzentscheidung der Brüder ab Mitte 1876 ausschließlich dem Koprahandel. Ergänzt wurde das Geschäft ab 1879 durch Versuche einer Querfinanzierung mit dem Export von Nutzhölzern und Fischereiprodukten aus Neubritannien. Stabile Nebeneinkünfte ergaben sich jedoch erst durch regelmäßige Kohlenlieferungen an die Kaiserliche Marine (Jabor und Matupi), die 1884 in einen Exklusiv-Vertrag mit der kaiserlichen Admiralität mündeten. Wesentliche Nebenerträge erzielten Hernsheim & Co. zuletzt auch mit dem Aufbau einer Rinder- und Geflügelzucht an den Ufern der Blanchebucht, deren Produkte zur Verproviantierung von Kriegsschiffen während der Kolonialzeit abgegeben wurden.
In der Kopra-Ausfuhr konnte die Gesellschaft ab 1878/1879 stete Zuwächse verzeichnen und hielt vor der Fusion des Jaluit- und Karolinenzweigs mit der DHPG, d. h. 1882–1885, rund 30 % am Kopraexport der westlichen Südsee. Im ersten Geschäftsjahr als Aktiengesellschaft (1909) verzeichnete Hernsheim & Co. einen Reingewinn von 133.000 Mark.

### Veröffentlichungen und Bearbeitungen
- Eduard Hernsheim: South Sea Merchant. (edited and translated by Peter Sack and Dymphna Clark) Institute of Papua New Guinea Studies, Boroko 1983. (Lebenserinnerungen und Auszüge aus den Tagebüchern Eduard Hernsheims mit Einleitung und Anmerkungen von Peter Sack)
- Jakob Anderhandt (Hrsg.), Eduard Hernsheim: Südseekaufmann. (gesammelte Schriften) MV-Wissenschaft, Münster 2015, ISBN 978-3-95645-300-7.
- Jakob Anderhandt (Hrsg.), Franz Hernsheim: Südsee-Schriften. (Lebenserinnerungen und Tagebücher; Vorwort von Robert Creelman) tredition, Hamburg 2019, ISBN 978-3-7497-2888-6.